# Cantonul Éguzon-Chantôme
Cantonul Éguzon-Chantôme este un canton din arondismentul La Châtre, departamentul Indre, regiunea Centru, Franța.

## Comune
- Badecon-le-Pin
- Baraize
- Bazaiges
- Ceaulmont
- Cuzion
- Éguzon-Chantôme (reședință)
- Gargilesse-Dampierre
- Pommiers